# Pacific (Washington)
Pacific es una ciudad ubicada en el condado de King y en el condado de Pierce en el estado estadounidense de Washington. En el año 2000 tenía una población de 6.028 habitantes y una densidad poblacional de 833,3 personas por km².

## Geografía
Pacific se encuentra ubicada en las coordenadas 47°15′48″N 122°14′52″O / 47.26333, -122.24778.

## Demografía
Según la Oficina del Censo en 2000 los ingresos medios por hogar en la localidad eran de $45.673, y los ingresos medios por familia eran $47.694. Los hombres tenían unos ingresos medios de $36.594 frente a los $28.301 para las mujeres. La renta per cápita para la localidad era de $18.228. Alrededor del 10,8% de la población estaban por debajo del umbral de pobreza.